# Izagre
Izagre – gmina w Hiszpanii, w prowincji León, w Kastylii i León, o powierzchni 44,23 km². W 2011 roku gmina liczyła 204 mieszkańców.